# Congreso Internacional de la Lengua Española

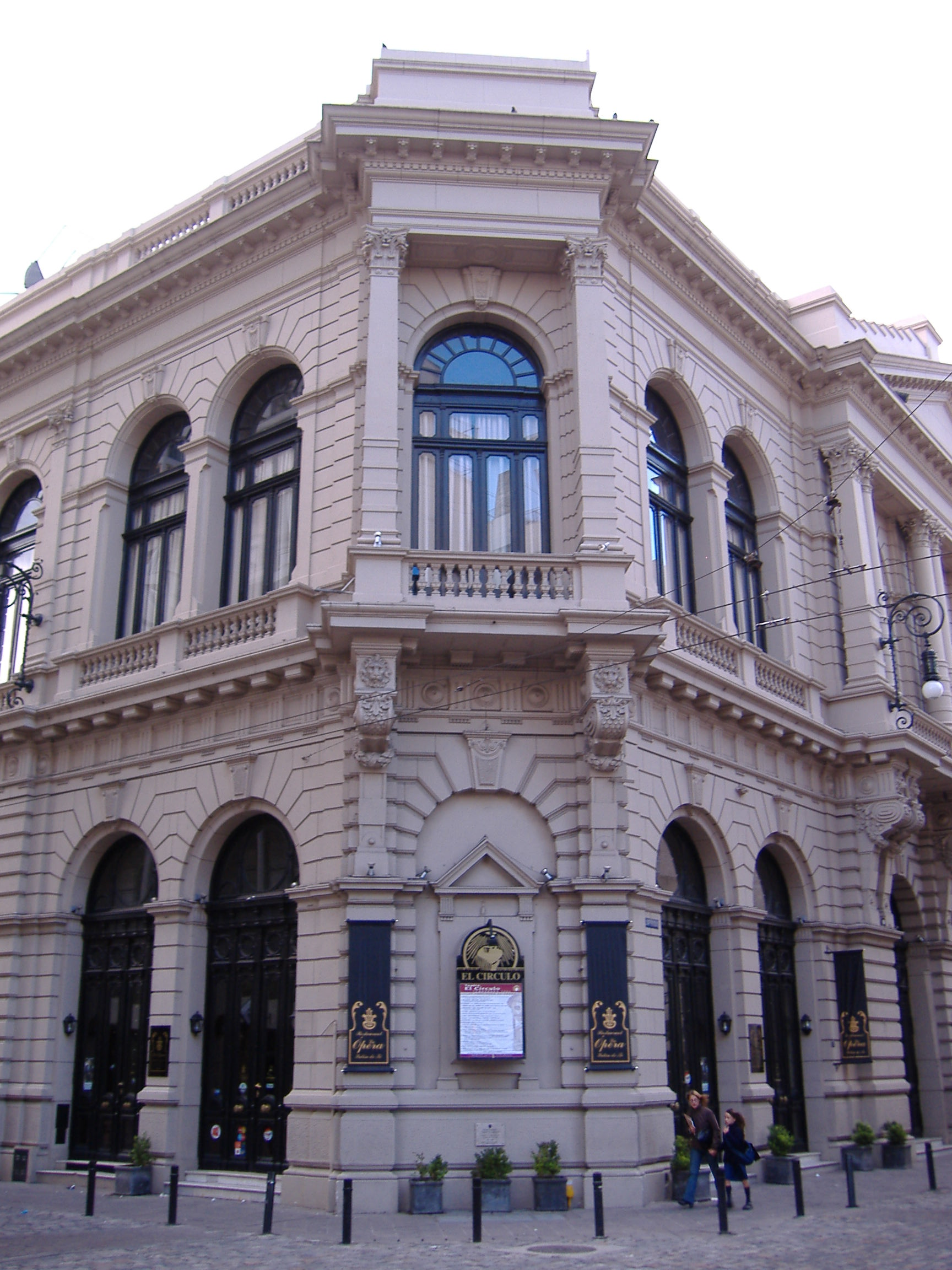
Teatro El Círculo, sede del III Congreso en Rosario, Argentina.

El Congreso Internacional de la Lengua Española (CILE) es un foro de reflexión sobre el idioma español, en que se discute sobre la situación, problemas y retos de la lengua. Se realiza cada tres años en alguna ciudad de España o Hispanoamérica y su organización está a cargo del Instituto Cervantes, que cumple las funciones de secretaría general permanente de los Congresos, la Real Academia Española y la Asociación de Academias de la Lengua Española, así como el país organizador de cada edición. 
Su motivo es la reflexión sobre la situación, problemas y retos del español. Pretenden avivar la conciencia de corresponsabilidad de gobiernos, instituciones y personas en la promoción y en la unidad de la lengua, entendida como instrumento vertebrador de la comunidad iberoamericana en todos los órdenes, en diálogo con otras lenguas que son vivo patrimonio común de ella. Los participantes son escritores, académicos, intelectuales, profesionales y expertos relacionados con la lingüística, las comunicaciones y el español.

## Historia
El Congreso Internacional de la Lengua Española, de periodicidad trianual, se celebró por primera vez en 1997 en Zacatecas (México), y desde entonces se han celebrado ediciones en diversos países hispanohablantes.

### Ediciones
| Edición     | Fecha                                                                     | Ciudad              | País        | Lema                                                                                |
| ----------- | ------------------------------------------------------------------------- | ------------------- | ----------- | ----------------------------------------------------------------------------------- |
| I (1997)    | del 7 al 11 de abril de 1997                                              | Zacatecas           | México      | «La lengua y los medios de comunicación»                                            |
| II (2001)   | del 16 al 19 de octubre de 2001                                           | Valladolid          | España      | «El idioma español en la sociedad de la información»                                |
| III (2004)  | del 17 al 20 de noviembre de 2004                                         | Rosario             | Argentina   | «Identidad lingüística y globalización»                                             |
| IV (2007)   | del 26 al 29 de marzo de 2007                                             | Cartagena de Indias | Colombia    | «Presente y futuro de la lengua española. Unidad en la diversidad»                  |
| V (2010)    | del 2 al 6 de marzo de 2010; suspendido por el Terremoto de Chile de 2010 | Valparaíso          | Chile       | «América en la lengua española»                                                     |
| VI (2013)   | del 20 al 23 de octubre de 2013                                           | Ciudad de Panamá    | Panamá      | «El español en el libro»                                                            |
| VII (2016)  | del 11 al 19 de marzo de 2016                                             | San Juan            | Puerto Rico | «Lengua española y creatividad»                                                     |
| VIII (2019) | del 27 al 30 de marzo de 2019                                             | Córdoba             | Argentina   | «América y el futuro del español. Cultura y educación, tecnología y emprendimiento» |
| IX (2023)   | del 27 al 30 de marzo de 2023                                             | Cádiz               | España      | «Lengua española, mestizaje e interculturalidad. Historia y futuro»                 |
| X (2025)    | 2025                                                                      | Arequipa            | Perú        |                                                                                     |

## Controversias

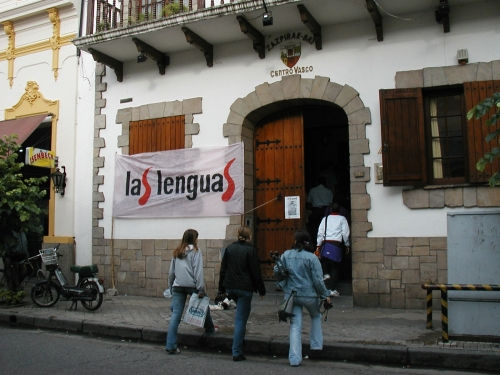
Cartel del «Congreso de laS LenguaS».

A pesar de su breve historia, el Congreso no ha carecido de su ración de agrias disputas. En el primer Congreso, la ponencia de Gabriel García Márquez, titulada Botella al mar para el dios de las palabras, abogó por la «jubilación de la ortografía».
De manera simultánea a la realización del tercer Congreso en Rosario, el argentino Adolfo Pérez Esquivel, Premio Nobel de la Paz, inauguró el 1.er Congreso de laS lenguaS (sic) para reivindicar la recuperación de la memoria y la identidad de las lenguas de los pueblos indígenas de América. Por otra parte, se canceló la participación de la lingüista rosarina Nélida Donni de Mirande, acusada por la Universidad Nacional de Rosario de colaborar con la última dictadura militar en Argentina (1976-1983).